# Hebanthe
Hebanthe là chi thực vật có hoa trong họ Amaranthaceae.